# Boro (Kedungwaru)
Boro is een bestuurslaag in het regentschap Tulungagung van de provincie Oost-Java, Indonesië. Boro telt 3805 inwoners (volkstelling 2010).